# Красная Шапочка (фильм, 1901)
«Красная шапочка» (фр. Le petit chaperon rouge, 1901) — французский большая феерия Жоржа Мельеса. Фильм не сохранился. В каталоге «Старфильма» записан под номерами с 337 по 344.

## Художественные особенности
- «…около 520 метров, большая постановка на тему известной сказки, трюки и использование наплывов, 20 минут. — 20 картин».[1].
- «…Мельес применял в своей „Красной шапочке“ 1900 года преследование девочки волком. Но там речь шла о театральном представлении, в котором актёры ограничивались тем, что обходили вокруг декораций.».[2].